# 麻豆社之役
麻豆社之役，是臺灣荷蘭統治時期荷蘭東印度公司駐台當局與台灣台南西拉雅族麻豆社之間的一次戰役，發生於於1635年11月23日，主要戰場在今台灣台南市中部偏西麻豆區一帶。這場戰役被視為是荷蘭人奠定台灣統治權的關鍵之一。

## 發生經過

### 起因麻豆社事件
1629年，第三任台灣長官彼得·納茨收到漢人海盜在麻豆社出沒的線報，於是親率63名公司精兵前往搜捕，但一無所獲，長官先行返回。63名荷軍結束搜索行動，返回大員時經過灣裏溪（歐汪溪的上游，今將軍溪中游的河道，昔曾文溪改道前下游出海口的殘跡），護送荷軍歸途的麻豆人便替士兵們拿槍，並背著他們幫助渡河，荷兵不疑有他，到了半途，所有的麻豆人忽然蹲下，將身上的荷兵推入河中，並順勢將他們強壓吃水，事先躲藏在岸上森林內的蕭壠社、目加溜灣社聯軍衝出擊殺，荷軍全數遭殲滅。公司駐台部隊僅剩餘約一百人，有戰力者不及四分之一。

### 荷蘭殖民政府報復行動
普特曼斯繼任第四任長官之後，由於軍力薄弱，先前的料羅灣海戰失利（崇禎明荷海戰），又遭海盜劉香襲擊熱蘭遮城（大員之役）。遂於麻豆社事件發生後六年的1635年獲得巴達維亞派來的援軍後展開報復。11月23日，普特曼斯親率500名公司士兵分成七隊，及500名新港社原住民聯軍攻打麻豆社。在普特曼斯的命令下，攻擊期間殺死麻豆社原住民26名。頭顱被新港人當作戰利品奪去，普特曼斯並下命令燒毀所有住家，房子全毀；謂之麻豆社之役。及至12月18日，麻豆社終於向公司投降，並簽訂《麻豆協約》表示他們願完全將主權奉獻給尼德蘭七省聯合共和國國會大議長。

### 後續聖誕節之役
12月25日，公司及新港社原住民聯軍繼續進攻高雄一帶的搭加里揚社，焚毀他們的村莊。搭加里揚人落敗，撤退到屏東。

## 影響
麻豆社之役、及聖誕節之役發生後，遠在嘉義、台南內山、鳳山一帶的平埔族也紛紛與公司簽定和約，接受公司的統治。其他遠在屏東與公司並無過節的平埔族，如放䌇社，也紛紛主動與公司和解，形成後來的鳳山八社。台南到高雄一帶的廣闊平原形同真空。此後，荷蘭人陸續引進中國移民來開墾，以鞏固自己在台灣的統治地位。